# Grafomotricitat
La grafomotricitat és la disciplina científica que descriu l'acte gràfic, mitjançant l'anàlisi de les coordinacions produïdes pel cervell als segments superiors del cos humà, degudament lateralitzats, i la seva implicació en les produccions obtingudes per mitjà del domini de mecanismes de manipulació i instrumentalització dels objectes externs, i que, a la vegada, explicita la configuració evolutiva dels signes gràfics dels infants, abans i després de l'escriptura alfabètica, segons els processos comunicatius i simbòlics que generen estructures subjacents i operacions cognitives en l'individu, les quals permeten la inculturació de models socials interactius fins a arribar a la comunicació escrita.

## Evolució dels instruments utilitzats per fer grafismes
Els instruments són aquells elements de l'entorn que ajuden a aconseguir el grafisme; són molt importants en el procés de maduració motora, i hem de seleccionar acuradament els moments per a introduir els diferents instruments.
Trobem dos tipus d'instruments: Instruments naturals i instruments artificials. Entenem per instruments naturals les parts del cos de l'infant. D'aquesta manera el nen/a experimentarà l'activitat grafomotora amb el seu propi cos. Hem d'anar introduint les parts en un ordre determinat o recomanat que seria: Mans, dits i peus. Els instruments artificials són aquells que possibiliten obtenir el grafismes. El seu ús és habitualment una sorpresa que emociona i motiva al nen, però hem de tenir en compte que també hauríem d'anar introduint els diferents instruments seguint un ordre determinat. Instruments que són a la prolongació de la mà: esponges, esborradors, cotons, nines o altres objectes de roba. Instruments que necessiten que es produeixi una prensió radiopalmar, que s'introduirien a partir dels dos anys: Brotxes o pinzells. Instruments que necessiten que es produeixi una prensió digital son guix o tampons. Els instruments que exigeixen una prensió tridigital dels dits: índex, polze i cor com punxons i tisores. Instruments que necessiten que es produeixi una acció de pinça combinada amb la prensió digital com ceres toves, ceres dures, llapis o retoladors. La graduació dels diferents instruments i l'assimilació de les possibilitats que ens ofereixen cadascun, crea reflexos neuromotors que es transformaran en unes costums correctes o incorrectes, segons com s'hagi fet la introducció dels instruments.

## Idees bàsiques de Gisele Calmy en l'educació del gest.[2]
El moviment s'ha d'experimentar primer amb tot el cos i després amb el gest gràfic. Els exercicis i models proposats a l'escola són únicament visuals i no contemplen el gest des del vessant motor. Aquests models i exercicis fets per adults, freqüentment, ofereixen estereotips. El paper del mestre/a: plantejar un problema gestual, observar la reacció del nen, orientar la recerca cap a una solució rendible de gest, donar ocasions variades i repetides d'afirmar el gest (perquè acabi quedant clar el concepte). En resum, el paper del mestre és observar i repetir.